# Чемпионат Южного Судана по футболу
Чемпионат Южного Судана по футболу — высший футбольный дивизион в Южном Судане. Контролируется Ассоциацией футбола Южного Судана. Турнир проводится с 2011 года. Участниками турнира в сезоне 2024/25 года являлись 14 клубов.
Действующим победителем является «Ямус», завоевавший титул в сезоне 2024/25. Победитель турнира получают право выступить в Лиге чемпионов КАФ.

## История
Футбол в Южном Судане появился благодаря христианским миссионерам, которые привезли эту игру в начале XX века. До обретения независимости Южного Судана в 2011 году местные клубы выступали в рамках системы лиг Судана, принимая участие в региональных соревнованиях. Тем не мнение, сведений о выступлениях южносуданских команд в высшем дивизионе Судана нет. Лучший результат для Южного Судана в суданских турнирах показала команда «Малакия» из Джубы, дойдя до полуфинала Кубка Судана в 2009 году, где она проиграла «Аль-Меррейху» из Омдурмана с общим счётом 2:13.
Первый чемпионат Южного Судана прошёл в городе Вау по кубковой системе, в нём приняли участие 7 победителей региональных турниров. Победителем стала команда «Аль-Салам», финансирующаяся местной полицией, и получившая право впервые представлять Южный Судан на международных соревнованиях — Кубке Поля Кагаме в июле 2012 года.
Второй розыгрыш, стартовавший в ноябре 2013 года и также проводившийся по кубковой системе, выиграла команда «Атлабара». Благодаря победе она стала первой командой из Южного Судана, выступившей в турнирах КАФ — в Лиге чемпионов.
В дальнейшем турнир проводился как по кубковой системе, так и с разбивкой на группы. Его победителями становились: «Малакия» (2014), «Атлабара» (2015), «Аль-Салам» (2017), «Аль-Хиляль» (2018) и вновь «Атлабара» (2019).
В 2016 году турнир был отменён из-за «финансовых и логистических ограничений», а в 2020-м не проводился из-за пандемии COVID-19.
Турнир возобновился в 2023 году среди 10 клубов. Победителем стала команда «Аль-Салам» из города Бор, которая за победу над «Аль-Меррейхом» получила приз в размере 20 тысяч долларов США. В 2024 году победителем турнира стал «Аль-Меррейх», а второе и третье места заняли «Аль-Малакия» и «Аль-Салам» соответственно.
Накануне сезона 2024/25 было объявлено о создании Премьер-лиги Южного Судана с участием 10 команд, однако в турнире стартовало 14 команд. Официальным спонсором стал MTN South Sudan. Турнир проводился по круговой системе. Первый матч сезона прошёл 23 декабря 2024 года между «Аль-Малакией» и «Аль-Меррейхом» и завершился победой «Аль-Малакии» со счётом 2:0.
Победителем турнира стала команда «Ямус», которая дебютировала на высшем уровне и выступала под руководством руандийского специалиста Андре Касса Мбунго. В составе чемпионов также выступали иностранные футболисты, в частности вратарь Виктор Ндукауба (Нигерия) и полевые игроки Эммануэль Мвуйкуре (Бурунди), Кристиан Теодор (ЦАР) и Ишака Диарра (Мали).

## Победители по годам
Ошибка Lua в Модуль:Песочница/CupIvan/football/песоч на строке 58: attempt to index field '?' (a nil value).

## Чемпионские титулы
| Клуб            | Регион                               | Кол-во побед | Титулы по годам  |
| --------------- | ------------------------------------ | ------------ | ---------------- |
| Атлабара        | Центральная Экваториальная провинция | 3            | 2013, 2015, 2019 |
| Аль-Салам (Вау) | Западный Бахр-эль-Газаль             | 2            | 2011/12,2017     |
| Малакия         | Центральная Экваториальная провинция | 1            | 2014             |
| Аль-Хиляль      | Западный Бахр-эль-Газаль             | 1            | 2018             |
| Аль-Салам (Бор) | Джонглей                             | 1            | 2023             |
| Аль-Меррейх     | Вахда                                | 1            | 2024             |
| Ямус            | Центральная Экваториальная провинция | 1            | 2024/25          |